# Zatańcz ze mną (film 2004)
Zatańcz ze mną (ang. Shall We Dance) – komedia romantyczna z 2004 roku w reżyserii Petera Chelsoma. Jest to remake japońskiego filmu Shall We Dansu?.

## Opis fabuły
Film opowiada historię prawnika z Chicago, Johna Clarka, który za każdym razem gdy wraca z pracy, widzi w oknie kobietę. Po pewnym czasie, nic nie mówiąc żonie i dzieciom, postanawia ją poznać. Okazuje się, że ma na imię Paulina i pracuje w szkole tańca, jako nauczycielka. John zaczyna uczęszczać na lekcje tańca towarzyskiego, odkrywa nową pasję, poznaje nowych przyjaciół i tym samym ucieka od monotonii życia.
W postępach tanecznych wspiera go Link – również prawnik – ukrywający przed kolegami z pracy swoją namiętność i pasję do tańców latynoamerykańskich. Żona zaczyna podejrzewać Johna o romans, dlatego z pomocą wynajętego detektywa przeprowadza śledztwo i odkrywa prawdę. W tym czasie John Clark poznaje historię Pauliny i bierze udział w zawodach tanecznych.

## Obsada
- Richard Gere – John Clark
- Jennifer Lopez – Paulina
- Susan Sarandon – Beverly Clark
- Anita Gillette – Panna Mitzi
- Lisa Ann Walter – Bobbie
- Bobby Cannavale – Chic
- Omar Benson Miller – Vern
- Stanley Tucci – Link

## Ścieżka dźwiękowa
1. Sway - The Pussycat Dolls
2. Santa Maria (Del Buen Ayre) - Gotan Project
3. Happy Feet - John Altman
4. Espana Cani - John Altman
5. I Wanna (Shall We Dance) - Gizelle D'Cole
6. Perfidia - John Altman
7. Under The Bridges Of Paris - John Altman
8. Moon River - John Altman
9. Andalucia - John Altman
10. The Book Of Love - Peter Gabriel
11. The L Train - Gabriel Yared
12. I Could Have Danced All Night (Album Version) - Jamie Cullum
13. Wonderland - Rachel Fuller
14. Shall We Dance? - Gotan Project
15. Let's Dance - Mya